# Pomoć, pomoć
"Pomoć, pomoć" je prva pjesma koja je objavljenja na prvom singlu srbijanskog novovalnog sastava Idoli (druga je bila "Retko te viđam sa devojkama"). Obe pjesme su objavljene na A-strani dok je na B-strani bila recitacija Slobodana Škerovića "Poklon".

## Povijest
Singl s pjesmama objavljen je u svibnju 1980. i besplatno se dijelio uz časopis "Vidici".

## Cover inačica
- Pjesma se nalazi na soudtrack albumu za film Tri palme za dve bitange i ribicu a napisao ju je Vlada Divljan, a izvode je Divljan i pjevač URGH!-a, Ghuru Ghagi.

## Popis pjesama
1. Idoli - "Pomoć, pomoć"
2. Idoli - "Retko te viđam sa devojkama"
3. Slobodan Škerović - Poklon

## Članovi
- Vlada Divljan (gitara, vokal)
- Srđan Šaper (gitara, vokal)
- Nebojša Krstić (udaraljke)
- Zdenko Kolar (bas-gitara)
- Boža Jovanović (bubnjevi)

## Vanjske poveznice
- Pomoć, Pomoć / Poklon na Discogs